# Clay megye (Észak-Karolina)
Clay megye az Amerikai Egyesült Államokban, azon belül Észak-Karolina államban található. Megyeszékhelye és legnagyobb városa Hayesville. Lakosainak száma 11 089 fő (2020. április 1.). Clay megye Macon, Rabun, Towns, Union és Cherokee megyékkel határos.

## Népesség
A megye népességének változása:
| Lakosok száma | 10 577 | 10 650 | 10 645 | 10 584 | 10 703 | 11 089 |
|               | 2010   | 2011   | 2012   | 2013   | 2015   | 2020   |